# Clair Obscur: Expedition 33
Ten artykuł został nominowany do wyróżnienia „Dobry Artykuł”.
Weź udział w dyskusji na ten temat.
Clair Obscur: Expedition 33 (wymowa: klɛʁ ɔpskyʁ ɛkspədisjɔ̃ tʁɑ̃t tʁwa) – komputerowa gra fabularna z 2025 roku wyprodukowana przez francuskie studio Sandfall Interactive i wydana przez Kepler Interactive. Fabuła rozgrywa się w świecie dark fantasy stylizowanym na okres belle époque. Gra opowiada historię uczestników 33. Ekspedycji, którzy wyruszają w misję zniszczenia Malarki – tajemniczej istoty odpowiedzialnej za coroczny rytuał zwany Gommage. Zjawisko to powoduje znikanie osób, które osiągnęły lub przekroczyły określony wiek – próg ten z każdym rokiem staje się coraz niższy.
Rozgrywka polega na sterowaniu grupą bohaterów z perspektywy trzeciej osoby podczas eksploracji miejsc i walk z przeciwnikami. System walki łączy klasyczne mechaniki turowe z elementami czasu rzeczywistego, takimi jak sekwencje quick time events oraz czasowe akcje bojowe.
Twórcy postawili sobie za cel stworzenie wysokiej jakości gry fabularnej opartej na systemie turowym – z gatunku, który ich zdaniem był zaniedbywany przez wielkie studia deweloperskie. Czerpali inspirację z japońskich produkcji RPG, szczególnie z serii Final Fantasy i Persona. Prace nad grą rozpoczęto na silniku Unreal Engine 4, jednak zespół później przeszedł na Unreal Engine 5, co znacząco poprawiło jakość renderowania.
Clair Obscur: Expedition 33 ukazało się 24 kwietnia 2025 roku na platformach PlayStation 5, Windows oraz Xbox Series X/S. Produkcja spotkała się z bardzo pozytywnym odbiorem krytyków. Do 27 maja 2025 roku gra sprzedała się w nakładzie 3,3 miliona egzemplarzy.

## Fabuła
Clair Obscur: Expedition 33 rozgrywa się w świecie dark fantasy stylizowanym na belle époque. Przez ostatnie 67 lat mieszkańcy odizolowanej wyspy Lumière co roku doświadczają wydarzenia zwanego „Gommage”, podczas którego istota znana jako Malarka maluje coraz mniejszą liczbę, a wszyscy ludzie w wieku równym tej liczbie lub wyższym znikają. Każdego roku po Gommage Lumière wysyła ekspedycję ochotników na Kontynent, aby pokonać Malarkę, zanim namaluje ona nową liczbę. 33. Ekspedycja to najnowsza wyprawa, która wyrusza w drogę.
Członkowie 33. Ekspedycji to: Gustave, pomysłowy inżynier z mechaniczną ręką; Maelle, najmłodsza członkini Ekspedycji i przyrodnia siostra Gustave’a; Lune, błyskotliwa uczona i magiczka; oraz Sciel, spokojna i pogodna wojowniczka. Podczas przemierzania kontynentu Ekspedycja spotyka różne inne osoby, w tym: Renoira, starszego mężczyznę kierowanego bezwzględną determinacją; Verso, tajemniczego nieznajomego, który obserwuje Ekspedycję; Monoco, Gestrala mieszkającego na Kontynencie i związanego z Verso; oraz Esquie (Maxence Cazorla), miejscową mityczną istotę również zamieszkującą Kontynent.

### Streszczenie
W dniu Gommage 32-letni Gustave żegna się ze swoją dawną ukochaną Sophie. Ta skończyła 33 lata i ginie wraz ze wszystkimi pozostałymi osobami w tym wieku. Mając tylko rok życia przed sobą, Gustave dołącza do 33. Ekspedycji z nadzieją na pokonanie Malarki. Ekspedycję spotyka katastrofa krótko po desancie, gdy śmiałkowie zostają niemal wytępieni przez starego, siwowłosego mężczyznę prowadzącego armię potworów. Po przetrwaniu ataku Gustave’owi udaje się odnaleźć trójkę innych ocalałych: Lune, Maelle i Sciel. Maelle nawiedzają halucynacje dotyczące siwowłosego mężczyzny i zamaskowanej dziewczyny; wizje stanowią ostrzeżenie o przyszłej katastrofie. Grupa prosi o pomoc mityczną istotę Esquie, aby przepłynąć przez kolejne morze i dotrzeć do Malarki. Siwowłosy mężczyzna atakuje ponownie, zanim zdążą wyruszyć, a Gustave ginie broniąc Maelle. Mężczyzna o imieniu Verso interweniuje i pozwala reszcie Ekspedycji uciec.
Verso dogania grupę, wyjaśniając, że jest ocalałym członkiem pierwszej Ekspedycji, a siwowłosy mężczyzna to Renoir, ich dowódca. Obaj przestali się starzeć po przybyciu na Kontynent. Verso twierdzi, że Renoir uwierzył, iż jego nieśmiertelność została mu dana przez Malarkę i pragnie chronić ją za wszelką cenę. Verso tymczasem zmęczył się swoją nieśmiertelnością i dołącza do grupy. Przepłynąwszy morze i oddawszy hołd Gustave’owi, Ekspedycja rekrutuje przyjaciela Verso, Monoco.
Ekspedycja dociera do rezydencji Renoira (Monolitu) w Starym Lumière w poszukiwaniu serca Malarki, które muszą zniszczyć, aby wyłączyć barierę ją chroniącą. Verso przyznaje, że jest w rzeczywistości synem Renoira, a zamaskowana dziewczyna ze snów Maelle to jego siostra, Alicia. Po walce Renoir teleportuje rezydencję i serce, udaremniając plan Verso. Lune sugeruje, aby zamiast tego wykuć potężną broń z serc Axonów – niezwykle groźnych pradawnych istot stworzonych przez Malarkę, którą wykorzystują do przebicia bariery. Grupa wkracza następnie do Monolitu, zabijając po drodze Renoira, po czym konfrontuje się z Malarką, która okazuje się matką Verso, Aline. Grupie udaje się zabić Aline, wymazując liczbę z Monolitu. Ekspedycja powraca do Lumière w blasku sławy. Verso czyta list od Alicji, w którym okazuje się, że Aline próbowała powstrzymać prawdziwego Renoira, który rzeczywiście był odpowiedzialny za Gommage, a liczba na Monolicie była ostrzeżeniem dla tych, którzy mieli umrzeć. Bez ochrony Aline cała populacja Lumière znika, z wyjątkiem Verso.
W retrospekcji z właściwej rzeczywistości okazuje się, że Alicia i jej rodzina to Malarze – użytkownicy magii posiadający zdolność tworzenia i zamieszkiwania światów w magicznych Płótnach, mieszkający w Paryżu w 1906 roku. Prawdziwy Verso zginął, ratując Alicję przed pożarem, ona sama zaś została oszpecona i straciła mowę. Opłakując śmierć syna, Aline odziedziczyła Płótno Verso, które zawiera Lumière i „namalowane” kopie Verso, Alicji i Renoira. Prawdziwy Renoir pragnie zniszczyć Płótno, stopniowo usuwając swoje najstarsze dzieła, próbując pomóc Aline w pogodzeniu się ze stratą i sprowadzić małżonkę do domu. Clea, starsza siostra Alicji, radzi jej wejść do Płótna i zniszczyć je, aby przełamać impas, tak aby rodzina mogła skupić się na wojnie z rywalizującą frakcją, Pisarzami. Alicia się zgadza, ale odradza się jako Maelle po tym, jak zostaje przytłoczona mocą Aline.
Alicia/Maelle odzyskuje wspomnienia i budzi się w ruinach Lumière. Ponownie łączy się z namalowanym Verso, który próbował wypędzić Aline z Płótna, aby położyć kres swojej nieśmiertelności i znaleźć zapomnienie. W obliczu zagrożenia dla świata Płótna Alicia/Maelle wykorzystuje nowo odkryte moce Malarki, aby wskrzesić Ekspedycję, po czym walczy z ojcem o kontrolę nad Płótnem. Po ostatecznej konfrontacji z Renoirem Alicia powraca do Płótna.
Zdając sobie sprawę, że Alicia/Maelle nie planuje opuścić Płótna i w końcu umrze z powodu przedłużającego się pobytu, Verso sięga po ostatni pozostały fragment duszy prawdziwego Verso, próbując go usunąć i tym samym zniszczyć Płótno. Alicia się wtrąca, nalegając, że miałaby lepsze życie w Płótnie. Zakończenia różnią się w zależności od postaci, którą gracz zechce kierować w ostatecznej walce:
- Jeśli gracz wybierze Alicję, odbudowuje ona Lumière i wskrzesza jego mieszkańców, w tym niechętnego Verso. Postanawia żyć na stałe w Płótnie i zaczyna powoli zanikać[13].
- Jeśli gracz wybierze Verso, wypędza on Alicję i usuwa fragment swojej duszy, niszcząc Płótno i wszystko wraz z nim. Z powrotem w rzeczywistości Alicia i jej rodzina godzą się ze śmiercią prawdziwego Verso, choć sama Alicia stoi przed niepewną przyszłością[13].

## Rozgrywka
Clair Obscur: Expedition 33 to gra fabularna obserwowana z perspektywy trzeciej osoby, wykorzystująca system turowy wzbogacony o elementy czasu rzeczywistego. Gracz kieruje grupą Ekspedycjonistów badających fantastyczny świat. W swojej turze można użyć przedmiotu, wykonać atak wręcz w celu zdobycia punktów umiejętności lub wydać nagromadzone punkty na ataki dystansowe i specjalne umiejętności. Ataki dystansowe wykonuje się poprzez swobodne celowanie, przypominające mechanikę strzelania w strzelankach trzecioosobowych. Używanie umiejętności może być połączone ze zwiększającymi skuteczność quick time eventami. Podczas tur przeciwników gracz może w czasie rzeczywistym unikać ciosów, parować je lub wykonać skok, aby uniknąć obrażeń. Parowanie jest trudniejsze od unikania, ale nagradza gracza punktami umiejętności i daje możliwość kontrataku. System wytrzymałości pozwala na złamanie wrogów, co czasowo ich ogłusza. W miarę postępów wprowadzane są nowe rodzaje ataków i parowań, w tym niszczycielskie ataki gradientowe, kontry gradientowe oraz umiejętności gradientowe. Ich wykorzystanie śledzi wspólny dla całej drużyny wskaźnik, który stopniowo się wypełnia podczas walki. Zarówno Ekspedycjoniści, jak i przeciwnicy mogą nakładać na siebie różne efekty statusu, wzmacniając lub osłabiając skuteczność bojową. Niektórzy wrogowie posiadają swoje słabe punkty lub są podatni na określone ataki żywiołowe. Jeżeli główna drużyna zostanie pokonana, można wezwać rezerwowych bohaterów. Starcie kończy się, gdy jedna ze stron zostanie całkowicie wyeliminowana lub gdy gracz zdecyduje się na ucieczkę.
Gra oferuje sześcioro unikalnych bohaterów z własnymi drzewami umiejętności, bronią i mechanikami. Magiczka Lune tworzy żywiołowe „Plamy”, które można następnie wykorzystać do wzmocnienia swoich umiejętności. Wprawiona w szermierce Maelle przełącza się między różnymi postawami, które wpływają na jej umiejętności, obrażenia i obronę. Wojowniczka Sciel władająca kosą wykorzystuje magiczne karty do nakładania i kumulowania „Przepowiedni” na wrogach, co stopniowo zwiększa maksymalne obrażenia. Gustave i Verso zadają tym więcej obrażeń, im częściej atakują tego samego przeciwnika. Verso dodatkowo zdobywa rangi „Perfekcji” po udanych atakach – wysokie poziomy Perfekcji znacząco zwiększają jego siłę rażenia. Gestral Monoco potrafi przemieniać się w przeciwników i używać ich zdolności przeciwko nim. Niektóre jego umiejętności są wzmacniane przez „Bestialskie Koło”, które obraca się przy każdym użyciu jego zdolności. Poza eksploracją i walkami drużyna może odpoczywać w obozowisku. Wcielając się w Verso, gracze prowadzą rozmowy z innymi członkami 33. Ekspedycji, rozwijając relacje i odblokowując nowe scenki, umiejętności oraz zadania.
Za walki przyznawane są punkty doświadczenia, waluta i ulepszenia. Każdy awans na wyższy poziom daje trzy punkty atrybutów do rozdysponowania między pięć podstawowych statystyk: witalność (maksymalne punkty życia), moc (siłę ataku), zwinność (częstotliwość ataków), obronę (redukcję obrażeń) i szczęście (szansę na trafienie krytyczne). Umiejętności Ekspedycjonistów można dostosowywać poprzez Pictos – przedmioty dające różnorodne korzyści i poprawiające statystyki. Każda postać może nosić jednocześnie trzy Pictos. Po wielokrotnym użyciu w walce można opanować dany Pictos, odblokowując jego pasywne bonusy (Luminas) dla innych członków drużyny. Każdy bohater dysponuje Punktami Lumina określającymi, w ile Luminas można jednocześnie go wyposażyć. Limit ten rośnie wraz z poziomem doświadczenia, a dodatkowe Punkty Lumina można kolekcjonować jako przedmioty podczas eksploracji – podobnie jak Katalizatory Chroma służące do ulepszania broni w obozie. Broń wyższego poziomu zadaje większe podstawowe obrażenia i oferuje dodatkowe korzyści.
Mimo liniowej struktury poziomów gracze mogą eksplorować boczne ścieżki, gdzie czekają na nich ukryte zasoby, zadania poboczne, przedmioty kolekcjonerskie, stroje, kupcy zwani Gestralami i opcjonalni bossowie. Na każdym poziomie znajduje się kilka Flag Ekspedycji, przy których można leczyć drużynę, szybko podróżować, uzupełniać przedmioty oraz przydzielać punkty atrybutów i umiejętności. Odpoczynek przy fladze przywraca do życia większość przeciwników. Poziomy łączy mapa świata zwana Kontynentem. W trakcie przygody Ekspedycjoniści spotkają Esquie – mityczną istotę pomagającą w podróżach po Kontynencie. Esquie rozwija nowe umiejętności przemieszczania się, zyskując zdolność pływania, latania i nurkowania.

## Produkcja
Pomysł na Clair Obscur zrodził się w 2020 roku podczas pandemii COVID-19, gdy Guillaume Broche, pracownik Ubisoftu, zainspirował się swoją ulubioną serią z dzieciństwa – Final Fantasy. Broche zwrócił się o pomoc do znanych mu deweloperów i zamieścił posty na Reddicie, aby móc stworzyć wersję demonstracyjną. Dzięki prezentacji dema pozyskał finansowanie od Kepler Interactive, co pozwoliło mu opuścić Ubisoft i założyć studio Sandfall Interactive z podstawowym zespołem około trzydziestu deweloperów, w tym dwunastu byłych współpracowników z Ubisoftu. Projekt ewoluował organicznie – niektórzy aktorzy głosowi z dema otrzymali bardziej prominentne role, jak Jennifer Svedberg-Yen, która z aktorki stała się główną scenarzystką gry. Kompozytora Loriena Testarda odkryto dzięki jego twórczości na SoundCloud. Dofinansowanie projektu pozwoliło Sandfall na zatrudnienie około 50 dodatkowych deweloperów dzięki outsourcingowi, opłacenie profesjonalnych aktorów głosowych oraz nawiązanie współpracy z zewnętrznymi studiami odpowiedzialnymi za animację, kontrolę jakości, dźwięk i lokalizację.
Głównym celem Broche’a było stworzenie wysokiej jakości turowej gry RPG – gatunku, który jego zdaniem na Zachodzie był zaniedbywany przez deweloperów AAA. Oprócz Final Fantasy gra Clair Obscur czerpała inspirację z innych japońskich RPG-ów, szczególnie z serii Persona. Broche chwalił przede wszystkim Personę 5 za interfejs użytkownika i „filmową” pracę kamery podczas walk. Do kluczowych inspiracji zaliczył również Lost Odyssey i Blue Dragon – jRPG-i stworzone w ramach starań Microsoftu o wprowadzenie konsol Xbox na rynek japoński – szczególnie za wykorzystanie quick time eventów w walce. Według producenta François Meurisse’a gra czerpała inspirację głównie z Final Fantasy VIII, IX i X od SquareSoft, podczas gdy mechaniki unikania i parowania zostały zainspirowane Sekiro: Shadows Die Twice studia FromSoftware.
Projekt rozpoczął się pod nazwą roboczą Project W, później – jako We Lost w okresie poszukiwania pomocy na Reddicie. Pierwotny zwiastun przedstawiał steampunkowe środowisko oparte na wiktoriańskiej Anglii z elementami science fiction, postaciami zombie i kosmitami. Po sześciu miesiącach potencjalni inwestorzy zasugerowali Broche’owi, aby „myślał szerzej”, co skłoniło go do całkowitego przepisania narracji, choć zachował niektóre już opracowane postacie. Nowe uniwersum powstało na podstawie cenionego przez Broche’a obrazu przedstawiającego malarkę wchodzącą we własne dzieło oraz krótkiego opowiadania napisanego przez Svedberg-Yen.
Pierwotnie prace prowadzono na silniku Unreal Engine 4, później deweloperzy przeszli na Unreal Engine 5, aby wykorzystać jego ulepszenia w renderowaniu i animacji. Zmiana była motywowana możliwością zastosowania funkcji Nanite i Lumen, umożliwiających odpowiednio tworzenie zasobów wyższej jakości i bardziej realistyczne oświetlenie. Wdrożenie Lumen wymagało przeprojektowania oświetlenia w większości środowisk. UE5 oferował także lepsze wsparcie dla tworzenia postaci, co pozwoliło zrezygnować z aplikacji Character Creator firmy Reallusion. Deweloperzy wykorzystali gotowe zasoby dla obiektów tła, takich jak skały, co pozwalało skupić się na tworzeniu kluczowych elementów – dużych obiektów robiących wrażenie na graczach. Broche przypisywał prostocie nowoczesnych silników gier wyraźny postęp w scaleniu całego produktu.
Gra została ukończona 22 marca 2025 roku – przypadkowo dokładnie 33 dni przed premierą.

## Odbiór

### Sprzedaż
Clair Obscur odniosło sukces komercyjny. Do 27 maja 2025 roku sprzedano około 3,3 miliona egzemplarzy. Sukcesu gry pogratulował twórcom ówczesny prezydent Francji Emmanuel Macron.

### Odbiór we Francji
Clair Obscur: Expedition 33 zostało bardzo dobrze przyjęte przez francuskich krytyków. Benjamin Annequet w recenzji dla internetowego magazynu Jeuxvidéo.com pisał, że „studio z Montpellier udowodniło, że gra wideo o skromnym budżecie może przyćmić największe RPG-i”. Samą zaś grę ocenił jako „fresk równie wspaniały jak obraz Renoira”. Portal Gamekult bez wahania uznał Clair Obscur za arcydzieło i argumentował: „Otrzymujemy tu lekcję mistrzostwa w scenariuszu, wizji artystycznej i złożoności rozgrywki, jakiej rzadko doświadcza się w tego typu grach”. Artykuł w Gameblog.fr przekonywał, że „Clair Obscur to jedna z sensacji roku 2025, to już pewne. […] Od kreatywnej oprawy artystycznej, przez wyrafinowane wybory w rozgrywce, aż po ścieżkę dźwiękową, która już trafiła do wielu playlist na Spotify, Clair Obscur oczarowała swoją publiczność przy minimalnych nakładach”.
Gamekult zachwalał wprowadzający do gry rozdział, stawiając go za wzór dla innych gier, „umiejący przykuć uwagę błądzącego umysłu gracza”. Annequet z kolei chwalił aspekt narracyjny utworu: „Clair Obscur: Expedition 33 oferuje dynamiczne tempo narracji, przeplatając mocne zwroty akcji z chwilami zbawiennego wytchnienia”. Julian Madiot w tekście dla portalu L’Internaute przekonywał, że „fabuła jest zdecydowanie jedną z największych zalet tego tytułu”, a gra nie jest wolna od „szokujących” zwrotów akcji oraz zawiera „wciągający świat, który nieustannie chce się odkrywać”. Krytyce podlegała jednak liniowa narracja w grze. Maxime Chao z portalu JeuxActu zwracał uwagę, iż „środowiska, choć piękne, czasem cierpią na brak interakcji i dość płaski, a nawet frustrujący projekt poziomów”, a fragmenty Clair Obscur wykorzystujące mechanikę gier platformowych zostały dodane na siłę.
Różnie oceniano mechanikę gry. Maxime Claudel w recenzji dla portalu Numérama twierdził, że zbyt często gra surowo karze gracza za popełnione błędy: „czytelność wzorców ataków pozostawia wiele do życzenia. Do tego dochodzą inne głupie zasady, jak tarcze, które całkowicie anulują obrażenia (i które można kumulować), czy konieczność perfekcyjnego wykonania wszystkich parowań, żeby aktywować kontratak”. Claudel porównywał Clair Obscur na niekorzyść z serią Dark Souls. Inną opinię wyraził Annequet, twierdząc, że to właśnie mechanika gry „stanowi o sile doznania dostarczanego przez tytuł studia z Montpellier”. Florian Reynaud w recenzji dla „Le Monde” przekonywał, że mechanika uników i parowania to „wspaniale satysfakcjonujący dodatek do tradycyjnej recepty japońskich gier RPG, który wymaga nauczenia się partytury każdego przeciwnika, składającej się z sygnałów dźwiękowych i wizualnych oraz niszczycielskich kombinacji”. Annequet podkreślał, że „gdy już opanujemy mechanikę, możemy w pełni wykorzystać wszystkie specyficzne cechy rozgrywki i bez problemu pokonywać napotkanych przeciwników”. Gameblog.fr podobnie pisał, że debata na temat sensowności turowego systemu walki we współczesnych grach fabularnych dzięki Clair Obscur „może nabrać zupełnie nowego wymiaru”.
Gameblog.fr podsumowywał, że „Clair Obscur: Expedition 33 to gra ambitna, bardzo ambitna, a czasem może nawet odrobinę za bardzo. Można powiedzieć, że doskonale oddaje swoją nazwę – pełna kontrastów, ale daleka od bycia monochromatyczną”.

### Odbiór poza Francją
W krajach anglosaskich przeważały pozytywne oceny Clair Obscur. Richard Wakeling z GameSpotu oprócz oprawy graficznej i systemu walki chwalił również obsadę głosową w wersji angielskiej. Zdaniem Wakelinga obsada głosowa (Charlie Cox, Jennifer English, Kirsty Rider, Shala Nyx, Ben Starr, Andy Serkis i inni) sprawiła, że „postacie ożywają z sercem i subtelną powagą. Pomimo fantastycznego otoczenia i surrealistycznych okoliczności, historia i postacie Clair Obscur wydają się autentyczne i wyraźnie ludzkie”. Z kolei James Stephanie Sterling wysoko cenił dopracowany scenariusz:
Każdy scenarzysta gier komputerowych powinien przyjrzeć się fabule Clair Obscur, bo można się z niej wiele nauczyć. Od czasów Nier: Automata nie byłem tak zachwycony scenariuszem gry. Dojrzała we wszystkich właściwych aspektach, poruszająca wiele tematów z różnych perspektyw, pełna naprawdę sympatycznych postaci i głęboko poruszająca – Expedition 33 to arcydzieło narracji i mówię to z pełnym przekonaniem.
Różne były natomiast opinie co do zakończenia i toku narracji. Isaiah Colbert z portalu Polygon stwierdził, że: „Ostatni akt Clair Obscur sprawiał wrażenie nieco poszatkowanego, jakby do solidnej podstawy fabularnej doszyto nagle wysoko konceptualną narrację z zupełnie innej historii”. Ed Nightingale w recenzji dla Eurogamera miał jednak inne zdanie, traktując narrację jako zawiłą aż do zakończenia, „gdzie pojawia się najwięcej ważnych momentów fabularnych i wymagających walk, które świetnie wszystko spinają”. Justin Wagner z „PC Gamera” uznał ponadto czas akcji gry za jednocześnie zbyt krótki i jednocześnie zbyt męczący. Odmienną opinię wyraził Nice Reuben z portalu Rock Paper Shotgun, traktując Clair Obscur za dzieło, w które twórcy włożyli serce:
To spektakl, od którego serce aż pęka z emocji. Bez zahamowań i bez wstydu. Duże dzieci oddające się fantazji. Przede wszystkim jednak czuje się, że to coś osobistego. Pełne tych dziwnych pociągnięć pędzla, które bardziej uznane studio mogłoby wymazać.